# May Vollenga
Marie (May) Vollenga (Nederlands-Indië, Soerabaja, 2 april 1914 – Amsterdam, 23 augustus 1992) was een Nederlands zangeres en actrice.
Ze werd geboren binnen het gezin van assistent-apotheker Dirk Vollenga en Aaltje Hendrika Anna de Jong. Ze is getrouwd met bariton Otto Couperus en had een zoon (Otto). Ze ligt met haar moeder begraven op Zorgvlied (haar man werd gecremeerd).
May Vollenga speelde eerst amateurtoneel maar eind jaren dertig verscheen ze in rollen aan het beroepstoneel  Ze had regelmatig rollen tot het eind van de jaren vijftig.
Enkele voorstellingen:
- 1933: meid in L'École des femmes van Molière, samen met Ank van der Moer (Agnès), Anton Roemer en Louis van Gasteren
- 17 december 1938: Grote Schouwburg, Rotterdam: Een crisis van Anna Cornelia Craandijk-Schuil (zus van schrijver J.B. Schuil en dochter van componist Martinus Schuil), samen met Marie van Eysden-Vink
- 1940: Theater Carré: Hans en Grietje van Ranucci Beckmans
- 1943: Amsterdam: Als de klok waarschuwt van Rien Feenstra met Anton Roemer[5]
- 1947: Leidseplein Theater, Amsterdam: Vanavond om 8 uur, programma van Wim Sonneveld, samen met onder meer Conny Stuart
- 1956: Stadschouwburg, Groningen: De keizer van Amerika, vertaling van The Apple Cart van George Bernard Shaw, rol van koningin, samen met Andrea Domburg (geliefde van de koning) en Han Bentz van den Berg (koning)
- 1958: Televisie-uitzending van Een kopje thee samen met Jeanne Verstraete en Vera Bondam